# Química húmeda

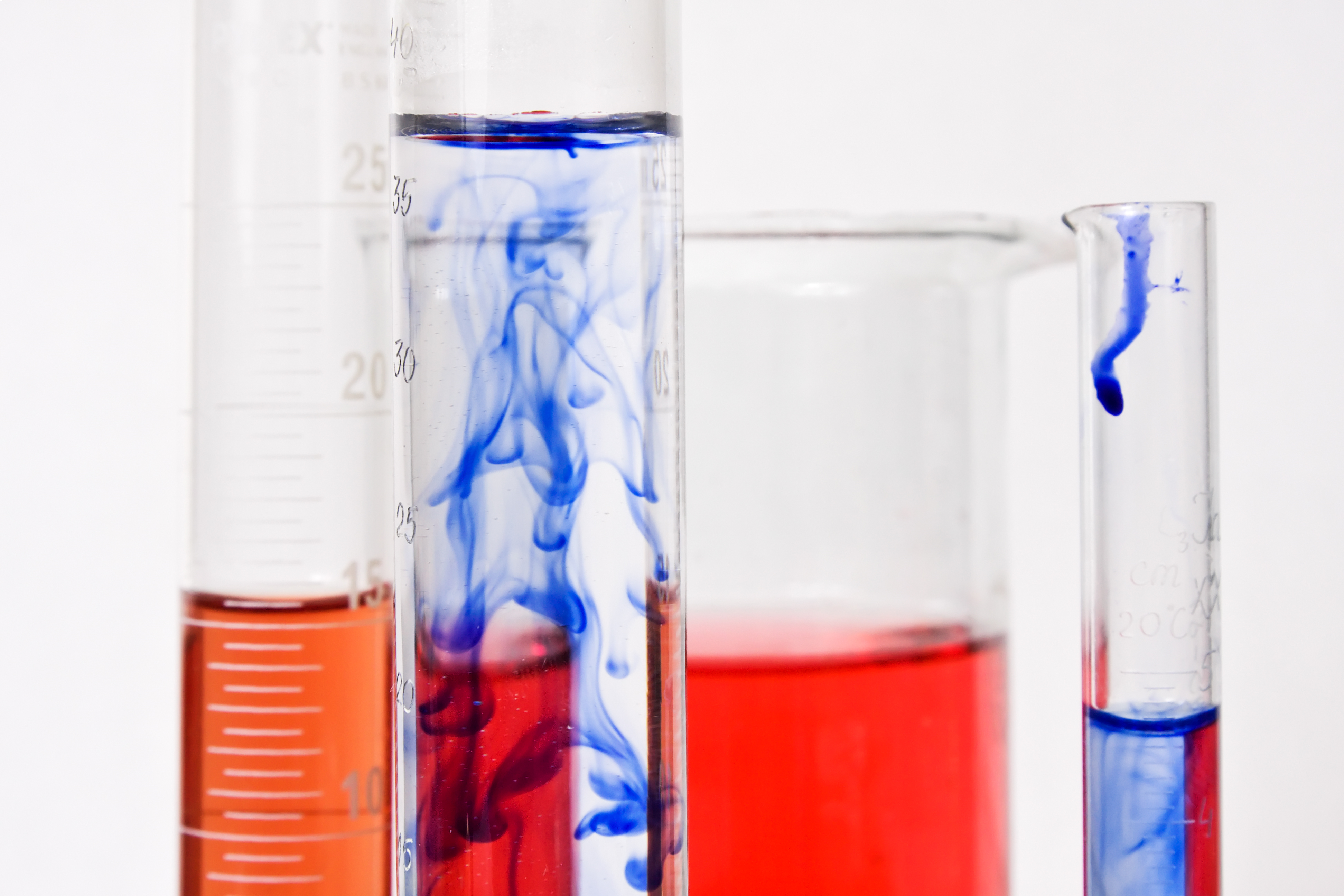
Probetas graduadas y vasos llenos de productos químicos.

La química húmeda es una forma de química analítica que utiliza métodos clásicos como la observación para analizar materiales. Se llama química húmeda porque la mayoría de los análisis se realizan en fase líquida. La química húmeda también se denomina química de mesa, ya que muchas pruebas se realizan en mesas de laboratorio.
El análisis por química húmeda implica la identificación y la cuantificación de los elementos deseados presentes en una muestra líquida. Comprende técnicas como: valoración, destilación, espectrofotometría (UV/Vis/IR), colorimetría, filtración, secado, pesaje, pruebas de pH y lectura directa con electrodos. Estos métodos de análisis pueden ser más laboriosos, ya que no es posible la automatización de algunas de estas técnicas.

## Materiales
La química húmeda comúnmente utiliza material de vidrio de laboratorio, como vasos de precipitados y probetas graduadas, para evitar que los materiales se contaminen o interfieran con fuentes no deseadas. También se pueden utilizar gasolina, mecheros Bunsen y crisoles para evaporar y aislar sustancias en su forma seca. La química húmeda no se realiza con ningún instrumento avanzado, ya que la mayoría escanea sustancias automáticamente. Sin embargo, se utilizan instrumentos simples como las básculas para medir el peso de una sustancia antes y después de que se produzca un cambio. Muchos laboratorios de escuelas secundarias y universidades enseñan a los estudiantes métodos básicos de química húmeda.

## Historia
Antes de la química teórica y computacional, la química húmeda era la forma predominante de descubrimiento científico en el campo químico. Es por esto que a veces se la denomina química clásica o análisis químico clásico. Los científicos desarrollarían continuamente técnicas para mejorar la precisión de la química húmeda, eventualmente se crearon instrumentos para realizar investigaciones imposibles para la química húmeda, generando una rama separada de la química analítica llamada análisis instrumental. Debido al gran volumen de química húmeda que se debe realizar en la sociedad actual y a los nuevos requisitos de control de calidad, muchos métodos de química húmeda se han automatizado e informatizado para optimizar el análisis. La realización manual de química húmeda ocurre principalmente en las escuelas.

## Métodos

### Métodos cualitativos
Los métodos cualitativos utilizan cambios en la información que no se pueden cuantificar para detectar un cambio. Esto puede incluir un cambio de color, olor, textura, etc.

#### Pruebas químicas

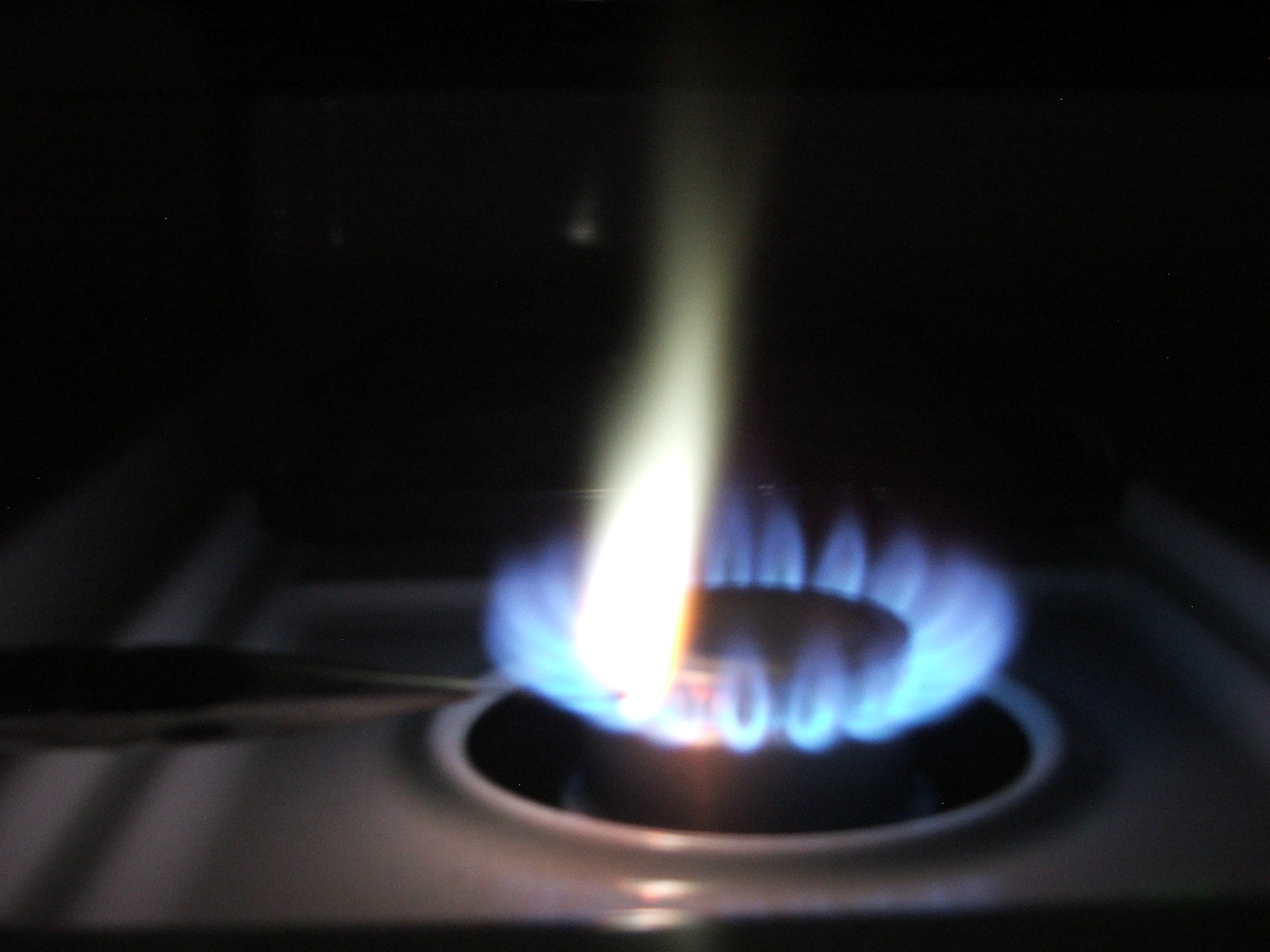
Cuando se quema, el plomo produce una llama blanca brillante.

Las pruebas químicas utilizan reactivos para indicar la presencia de una sustancia química específica en una solución desconocida. Los reactivos provocan una reacción única según la sustancia química con la que reacciona, lo que permite saber qué sustancia química hay en la solución. Un ejemplo es la prueba de Heller, en la que a un tubo de ensayo que contiene proteínas se le añaden ácidos fuertes. Se forma un anillo turbio donde se encuentran las sustancias, lo que indica que los ácidos están desnaturalizando las proteínas. La nube es una señal de que hay proteínas presentes en un líquido. El método se utiliza para detectar proteínas en la orina de una persona.

##### Prueba de llama
La prueba de llama es una versión más conocida de la prueba química. Solo se utiliza en iones metálicos. El polvo de metal se quema, provocando una emisión de colores según el metal que se quemó. Por ejemplo, el calcio (Ca) se quemará en naranja y el cobre (Cu) en azul. Sus emisiones de color se utilizan para producir colores brillantes en los fuegos artificiales.

### Métodos cuantitativos
Los métodos cuantitativos utilizan información que se puede medir y cuantificar para indicar un cambio. Esto puede incluir cambios de volumen, concentración, peso, etc.

#### Análisis gravimétrico

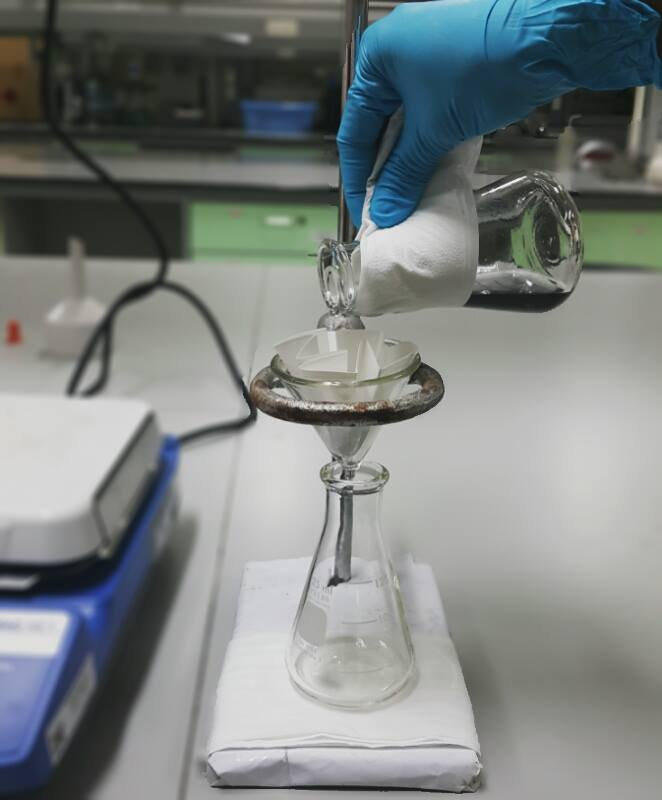
Los sólidos se filtran del líquido, que se recoge en el vaso de precipitados.

El análisis gravimétrico mide el peso o la concentración de un sólido que se formó a partir de un precipitado o se disolvió en un líquido. La masa del líquido se registra antes de sufrir la reacción. Para el precipitado, se agrega un reactivo hasta que deja de formarse el precipitado. Luego, el precipitado se seca y se pesa para determinar la concentración de sustancias químicas en el líquido. Para una sustancia disuelta, el líquido se puede filtrar hasta eliminar los sólidos o hervir hasta que se evapore todo el líquido. Los sólidos se dejan reposar hasta que estén completamente secos y luego se pesan para determinar su concentración. Evaporar todo el líquido es el método más común.

#### Análisis volumétrico
La titulación se llama análisis volumétrico porque se basa en mediciones de volumen para determinar la cantidad de una sustancia química. Se agrega un reactivo con un volumen y concentración conocidos a una solución con una sustancia y concentración desconocidas. La cantidad de reactivo necesaria para que se produzca un cambio es proporcional a la cantidad de sustancias desconocidas. Esto revela la cantidad de sustancia desconocida presente. Si no hay cambios visibles, se agrega un indicador a la solución. Por ejemplo, un indicador de pH cambia de color según el pH de la solución. El punto exacto donde se produce el cambio de color se llama punto de viraje. Dado que el cambio de color puede ocurrir muy repentinamente, es importante ser extremadamente preciso en todas las mediciones.

### Colorimetría
La colorimetría es un método único ya que tiene propiedades tanto cualitativas como cuantitativas. Su análisis cualitativo implica registrar cambios de color para indicar que se ha producido un cambio. Esto puede ser un cambio en el tono del color o un cambio a un color completamente diferente. El aspecto cuantitativo implica equipos sensoriales que pueden medir la longitud de onda de los colores o colorímetros. Los cambios en las longitudes de onda se pueden medir con precisión y ayudar a indicar cambios.

## Usos
Las técnicas de química húmeda se pueden utilizar para mediciones químicas cualitativas, como cambios de color (colorimetría), pero a menudo implican mediciones químicas más cuantitativas, utilizando métodos como la gravimetría y la titrimetría. Algunos usos de la química húmeda incluyen pruebas para:
- pH (acidez, alcalinidad)
- concentración
- conductividad (conductancia específica)
- punto de turbidez (tensioactivos no iónicos)
- dureza
- punto de fusion
- sólidos disueltos
- salinidad
- gravedad específica
- densidad
- turbiedad
- viscosidad
- humedad (titulación de Karl Fischer)

La química húmeda también se utiliza en entornos de química ambiental para determinar el estado actual del medio ambiente. Se utiliza para probar:
- Demanda Bioquímica de Oxígeno (DBO)
- Demanda Química de Oxígeno (DQO)
- Eutrofización
- Identificación de recubrimiento

También puede implicar el análisis elemental de muestras, por ejemplo, fuentes de agua, para elementos como:
- Nitrógeno amoniacal
- Cloruro
- Cromo
- Cianuro
- Oxígeno disuelto
- Fluoruro
- Nitrógeno
- Nitrato
- Fenoles
- Fosfato
- Fósforo
- Sílice
- Sulfato, sulfuro

## Otras lecturas
- Elizabeth K. Wilson. «Phoenix Tastes Water Ice On Mars». C&EN.
- Beck, Charles M. II. (15 de febrero de 1994). «Classical Analysis: A Look at the Past, Present, and Future». Anal. Chem. 66 (4): 224A-239A. doi:10.1021/ac00076a718.

- Datos: Q2963660